# Jambai
Jambai là một thị xã panchayat của quận Erode thuộc bang Tamil Nadu, Ấn Độ.

## Nhân khẩu
Theo điều tra dân số năm 2001 của Ấn Độ, Jambai có dân số 14.999 người. Phái nam chiếm 51% tổng số dân và phái nữ chiếm 49%. Jambai có tỷ lệ 54% biết đọc biết viết, thấp hơn tỷ lệ trung bình toàn quốc là 59,5%: tỷ lệ cho phái nam là 63%, và tỷ lệ cho phái nữ là 45%. Tại Jambai, 9% dân số nhỏ hơn 6 tuổi.